# Puymoyen
Puymoyen är en kommun i departementet Charente i regionen Nouvelle-Aquitaine i västra Frankrike. Kommunen ligger  i kantonen La Couronne som ligger i arrondissementet Angoulême. År 2022 hade Puymoyen 2 394 invånare.

## Befolkningsutveckling
Antalet invånare i kommunen Puymoyen
Referens:INSEE